# Astrochelys yniphora
Espèce
Synonymes
- Testudo yniphora Vaillant, 1885
- Geochelone yniphora (Vaillant, 1885)

Statut de conservation UICN

 CR A4ad; B2ab(v); C1; E : 
En danger critique
Statut CITES
Astrochelys yniphora, ou Tortue à soc, est une espèce de tortues terrestres de la famille des Testudinidae endémique de Madagascar.
Astrochelys yniphora se rencontre dans un petit territoire d'environ 25 à 60 km2 dans la région de Baly Baly et la ville de Soalala.
Astrochelys yniphora a été étudiée et décrite pour la première fois par le zoologiste français Léon Vaillant en 1885. En 2012, il n'y aurait plus que 440 à 700 individus à l'état sauvage. Menacée par les feux de brousses d'origine humaine qui visent à créer des zones de pâture pour le zébu et la collecte d'individus pour le trafic international d'animaux de compagnie, l'espèce est considérée comme « en danger critique d'extinction » (CR) par l'Union internationale pour la conservation de la nature qui l'a également inscrite sur la liste des 100 espèces les plus menacées au monde en septembre 2012.

## Taxinomie
Le zoologiste français Léon Vaillant décrit l'espèce pour la première fois en 1885 dans les Comptes rendus hebdomadaires des séances de l'Académie des sciences de Paris en 1885, sur la base d'un rapport de Humblot au Muséum d'histoire naturelle qui la compare à la tortue rayonnée Astrochelys radiata (carapace bombée, orifices antérieurs et postérieurs peu élevées) alors appelée Testudo radiata mais la distingue, notamment par la forme du plastron. Toutefois, il rapporte que Humblot aurait acheté les spécimens rapportés par des matelots arabes qui lui auraient indiqué que ces individus provenaient d'un îlot situé au nord-nord-est des Comores.
Astrochelys yniphora est synonyme de Testudo yniphora ainsi que de Geochelone yniphora (ITIS)

## Classification
Les deux espèces qui constituent le genre Astrochelys, Astrochelys yniphora et Astrochelys radiata sont endémiques de Madagascar et appartiennent à la famille de tortues terrestres des Testudinidae, dont la plupart des membres sont également endémiques.
- Astrochelys
  - Astrochelys radiata – Tortue étoilée de Madagascar
  - Astrochelys yniphora – Tortue à soc

## Description

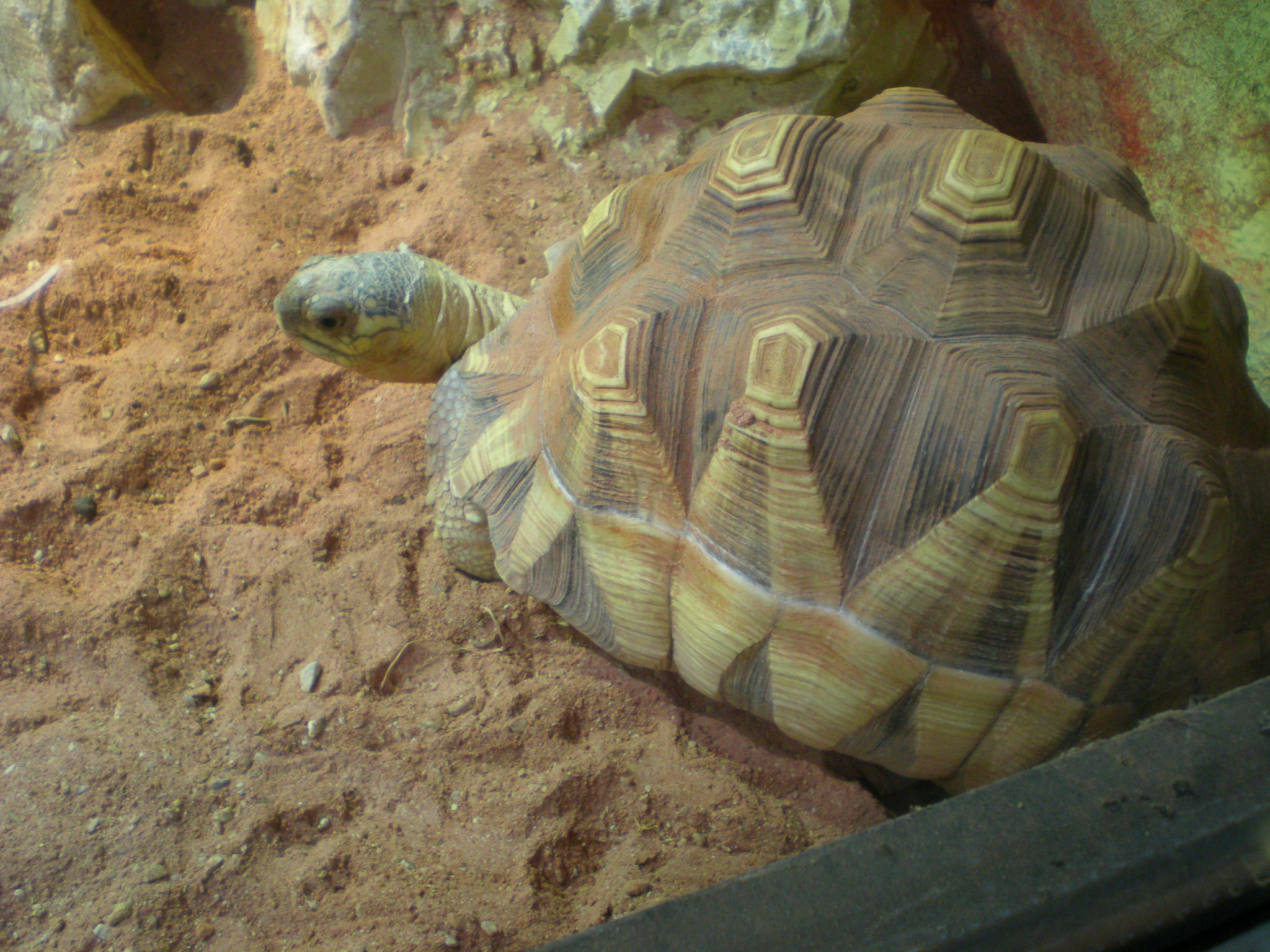
Un spécimen au parc animalier de Pairi Daiza à Cambron-Casteau, en Belgique.

La taille du mâle adulte varie de 361 à 486 mm pour un poids qui varie de 7,2 à 18,9 kg. Le mâle est plus gros que la femelle dont la taille varie de 307 à 426 mm pour un poids qui varie de 5,5 à 12 kg.

## Alimentation
Selon Smith, l'espèce se nourrit d'octobre à mai des végétaux de son habitat naturel, notamment de graminées et plantes herbacées, notamment les espèces des genres Bauhinia et Terminalia. Si aucune observation n'a été faite de la consommation d'espèces de bambous vivants, l'espèce se nourrit des feuilles de bambous mortes qui constituaient sa litière, ainsi que des petits carnivores séchés ou des excréments de potamochère.

## Reproduction
L'espèce atteindrait sa maturité sexuelle à l'âge de quinze ans. La période de reproduction s'étale de la mi-janvier à la fin-mai. La femelle peut produire jusqu'à 4 couvées par an (2,45 en moyenne) et pond de 1 à 6 œufs (3.2 en moyenne). Environ 72 % des œufs sont fécondés pour un taux d'éclosion d'environ 55 %. Le taux de fécondité moyen d'une femelle est donc d'environ 4,3 par an.

## Distribution et habitat

### Répartition

Répartition dAstrochelys yniphora à Madagascar.

Si l'aire de répartition de l'espèce n'excède pas 13 km2 en 2008, malgré de précédentes études qui pousseraient ce chiffre à une soixantaine de kilomètres carrés, l'habitat propice au développement de l'espèce pourrait atteindre 70 à 92 km2.
Actuellement, l'aire de répartition comprend cinq zones distinctes : deux à l'est de la rivière Andranomavo à Sada et Behata et trois à l'ouest de cette rivière, à Ambatomainty, Betainalika et Andrafiafaly.

### Habitat
L'habitat type d'Astrochelys yniphora est situé à moins de 50 mètres d'altitude dans les zones de mangroves, de savanes et de forêts sèches, plus spécifiquement des zones de broussailles considérées comme un état secondaire de la forêt sèche, malgré une saison des pluies très marquée. Ces broussailles qui n'atteignent pas deux mètres de hauteur sont constituées d'arbustes, de bambous, de graminées, et des zones ouvertes vierges de végétation. On trouve notamment des espèces du genre Bauhinia et des bambous du genre Terminalia ou encore le fourré constitué de bambous de l'espèce Perrierbambos madagascariensis.

## Astrochelys yniphoraet l'Homme

### Menaces
Astrochelys yniphora est considérée comme en « danger critique d'extinction » par l'Union internationale pour la conservation de la nature (UICN) après qu'elle l'a classée Espèce en danger depuis 1986. Elle est par ailleurs inscrite dans la liste des 100 espèces les plus menacées dans le rapport Worthless or Priceless présenté le 11 septembre 2012 par la Commission de sauvegarde des espèces (CSE) de l'UICN et la Zoological Society of London (ZSL) au cours du congrès mondial de la nature de l’UICN en Corée.
L'espèce est menacée d'extinction à cause de plusieurs facteurs : elle est chassée par les habitants pour leur nourriture et son habitat se retreint en raison des feux de brousse d'origine humaine visant à créer des zones de pâturage pour le zébu. Les tortues constituent également un animal de compagnie et de nombreux spécimens prélevés à ce titre sont vendus dans de le cadre du trafic international des animaux de compagnie. Des spécimens sauvages qui ont fait l'objet d'un marquage en vue de suivre leurs déplacements ont notamment été découverts sur le marché asiatique. Malgré les prises effectuées dans le cadre du contrôle des espèces protégées, Astrochelys yniphora reste une espèce très prisée des collectionneurs et demeure particulièrement menacée par ce type de trafic. En mai 2017, 330 spécimens des deux espèces du genre, A. yniphora et A. radiata ont notamment été récupérés vivants avant leur recel sur le marché asiatique, saisie effectuée par les douanes malaisiennes dans des caisses suspectes dans le terminal fret de l'aéroport international de Kuala Lumpur,.

### Protection
L'espèce est protégée par l'État malgache et figure sur la liste de l'Annexe I de la Convention sur le commerce international des espèces de faune et de flore sauvages menacées d'extinction, celle qui recense les espèces dont la survie est la plus compromise. Si la zone d'habitat est considérée comme « Site d'intérêt biologique », elle n'a bénéficié d'aucune protection particulière jusqu'en 1997, année de la création du parc national de la Baie de Baly dont elle est devenue la mascotte. Les autorités du parc sont présentes en permanence sur la zone protégée et sont relayées par une quarantaine de villages chargés de prévenir l'action des braconniers et l'apparition des feux d'origine humaine.
Dès 1986, le Durrell Wildlife Conservation Trust, anciennement « zoo de Jersey », a mis en place un programme de conservation de l'espèce avec le secours des populations locales. Le Projet Anganoka, créé conjointement par le Durrel Wildlifre Conservation Trust et le ministère de l'Environnement et des Forêts de Madagascar avec le soutien du Fonds mondial pour la nature, a d'abord eu comme but l'élevage et la reproduction de l'espèce en captivité. En 2004, le projet a porté ses fruits avec 224 spécimens juvéniles nés en captivité à partir de dix mâles et sept femelles. Depuis les années 1990, des études visent à approfondir les connaissances sur l'habitat naturel de l'espèce et le maintien de la sensibilisation auprès des populations locales. La poursuite du projet vise à promouvoir la mise en place de coupe-feux par les populations locales et la création et l'entretien d'un parc pour la protection de l'espèce et de la forêt restante.

## Publication originale
- Vaillant, 1885 : Sur une tortue terrestre d’espèce nouvelle, rapportée par M. Humblot au Muséum d’Histoire Naturelle. Comptes rendus hebdomadaires des séances de l'Académie des sciences de Paris, vol. 101, n. 6, p. 440–441 (texte intégral).

## Sources
- Léon Vaillant, Sur une Tortue terrestre d'espèce nouvelle, rapportée par M. Humblot au Muséum d'Histoire naturelle op. cit.

1. 1 2  p. 440
2. ↑  p. 441